# Armamente
Armamente es el nombre del quinto disco de estudio del grupo Habeas Corpus. Fue lanzado en 2004, y su grabación tuvo lugar en los estudios Heatroom entre febrero y marzo de 2004.
Los atentados del 11 de marzo en Madrid sorprendieron al grupo cuando el álbum estaba casi terminado. El grupo emitió un comunicado de repulsa e incluyó una pista en blanco de un minuto de duración, en homenaje a las víctimas («11 de marzo»).
Con el disco se incluyó un DVD con canciones grabadas en el concierto de Alegría de Oria, un documental sobre la banda, entrevistas a sus miembros y mensajes de apoyo de grupos como Betagarri, Inadaptats o Fernando Sapo (El Corazón del Sapo y Kuraia).

## Canciones
1. «11 de marzo»
2. «Armamente»
3. «A su imagen y semejanza»
4. «Como se entiende lo que no se entiende»
5. «Más allá del bien y del mal»
6. «Distancia»
7. «Dios es una ilusión»
8. «Miedo a despertar»
9. «Quién si y quién no»
10. «De la inconsciencia a la consciencia»
11. «Diciendo muerte »

## Personal
- M.A.R.S. - vocalista
- Mr. Chifly - guitarra
- Nano - Guitarra
- Adrián (Adrián G. Riber) - bajo
- Toñín - batería

## Personal técnico
- Daniel Alcover - Producción
- Adrián - Producción
- Mr. Chifly - Diseño y maquetación

- Datos: Q5704381